# Quinta Mayda
La Quinta Mayda o la Casona de los Yepes-Gil es una mansión construida en una parcela en forma cuadricular, en la carrera 16 y 17 con calle 42 y 43, justo al frente del Parque Ayacucho de la ciudad de Barquisimeto.

## Inicios
La construcción de la afamada casona fue ordenado por el comerciante yaritagüeño Carmelo Giménez, propietario de "Mercantieles El Globo". Giménez tenía la esperanza de construir una casa similar a las existentes en las afueras de París, motivado a una obsesión con una bailarina francesa que vino a Barquisimeto con la compañía de Filo Vagontier. El comerciante se la ofreció a la deseada bailarina, y convivió con ella unos meses en el inmueble hasta que la dama consiguió de su acompañante un préstamo caudaloso para cancelar unas deudas en la capital francesa, a donde viajó para nunca más regresar.

## La compra de la familia Yepes Gil
En 1928 la casona fue vendida al cañicultor y comerciante Cruz María Yepes Gil (1890-1964), para obsequiársela a su esposa, Julia Elena Joubert León (1904-2000), de origen curazoleño, para así mudarse a la meseta de Barquisimeto desde Bella Vista, su hacienda del Valle del Turbio. Sus dos hijos, Edgar y Beyla, se mudaron con ellos. Mayda, su tercera hija, nació en 1935, por lo cual bautizaron el inmueble con el nombre de la niña. Sin embargo, ese nombre convivió con el de la «casa de los Yepes Gil».

## La boda de las hijas de Yepes Gil
El 25 de septiembre de 1948, la hija mayor del matrimonio Yepes-Joubert, Beyla Yepes Gil, se casaría con el abogado Raúl Castillo Fernández la cual se efectuó durante la noche con toda la huerta iluminada, más la presencia de 2.500 invitados y los festejos que se trajeron desde Caracas.
La segunda boda fue la de Mayda Yepes Gil con el abogado Rómulo Moncada Colmenares, nativo del Táchira. La celebración del matrimonio se efectuó a plena luz del día (25 de septiembre de 1953) pero igual de fastuosa, ya que la casa poseía en sus alrededores la más hermosa arboleda de la región.

## La tragedia enluta la Quinta
Para la década de los años 1960 hubo un siniestro en la Quinta Mayda. El mayordomo de los Yepes Gil apuñaló con un cuchillo a un albañil tras invadirle los celos. Don Cruz María empacó sus pertenencias y se mudó junto a su familia a la casa de sus posesiones en el Valle del Turbio. Más tarde, a mediados de los años 1970, Julia Joubert regresa para habitar la casona, donde permaneció hasta 1981.

## Declaración como Bien de Interés Cultural
Para el año de 2005, fue registrada en el Primer Censo de Patrimonio Cultural 2004-2005 y declarada Bien de Interés Cultural por el Instituto Patrimonial Cultural, según Gaceta Oficial Nº 38.234 de la República Bolivariana de Venezuela el 22 de julio de 2005.

## En la actualidad
A mediados de los años 1990 uno de los hijos del matrimonio de los Yepes Gil, Edgar Yepes Gil, pone en venta la casona dado que nadie de la familia deseaba habitarla. Además, las autoridades locales amenazaban con su expropiación para anexarla al Parque Ayacucho. Autorizaba su demolición, la adquiere la Corporación Denu Park para un desarrollo de apartamentos de lujo.
La Quinta Mayda está invadida por buhoneros y vendedores de piña que allí pernoctan. Pese a ello, la antigua mansión no puede ser intervenida dada su declaración como patrimonio de la ciudad, estando protegida por leyes y decretos oficiales.